# Nejib Ghommidh
Nejib Ghommidh (arabe : نجيب غميض), né le 12 mars 1953 à Tunis, est un footballeur tunisien jouant au poste de milieu de terrain défensif.
Il a joué à la Jeunesse sportive omranienne, au Club africain et à l'Al-Ittihad Club. Il fait partie de l'équipe de Tunisie qui dispute la phase finale de la coupe du monde 1978 en Argentine. Le 2 juin, à Rosario, il inscrit le but qui donne l'avantage aux Tunisiens contre le Mexique. La Tunisie gagne finalement par 3 buts à 1, ce qui marque à l'époque la première victoire d'une équipe africaine dans une phase finale de coupe du monde.
Ghommidh devient ensuite directeur sportif du Club africain.

## Palmarès
- Championnat de Tunisie : 1973, 1974, 1979, 1980
- Coupe de Tunisie : 1973, 1976
- Coupe du Maghreb des clubs champions : 1974, 1975, 1976

## Distinctions
- Commandeur de l'ordre national du Mérite (Tunisie, 20 août 2021)[2].